# 레반트 페어

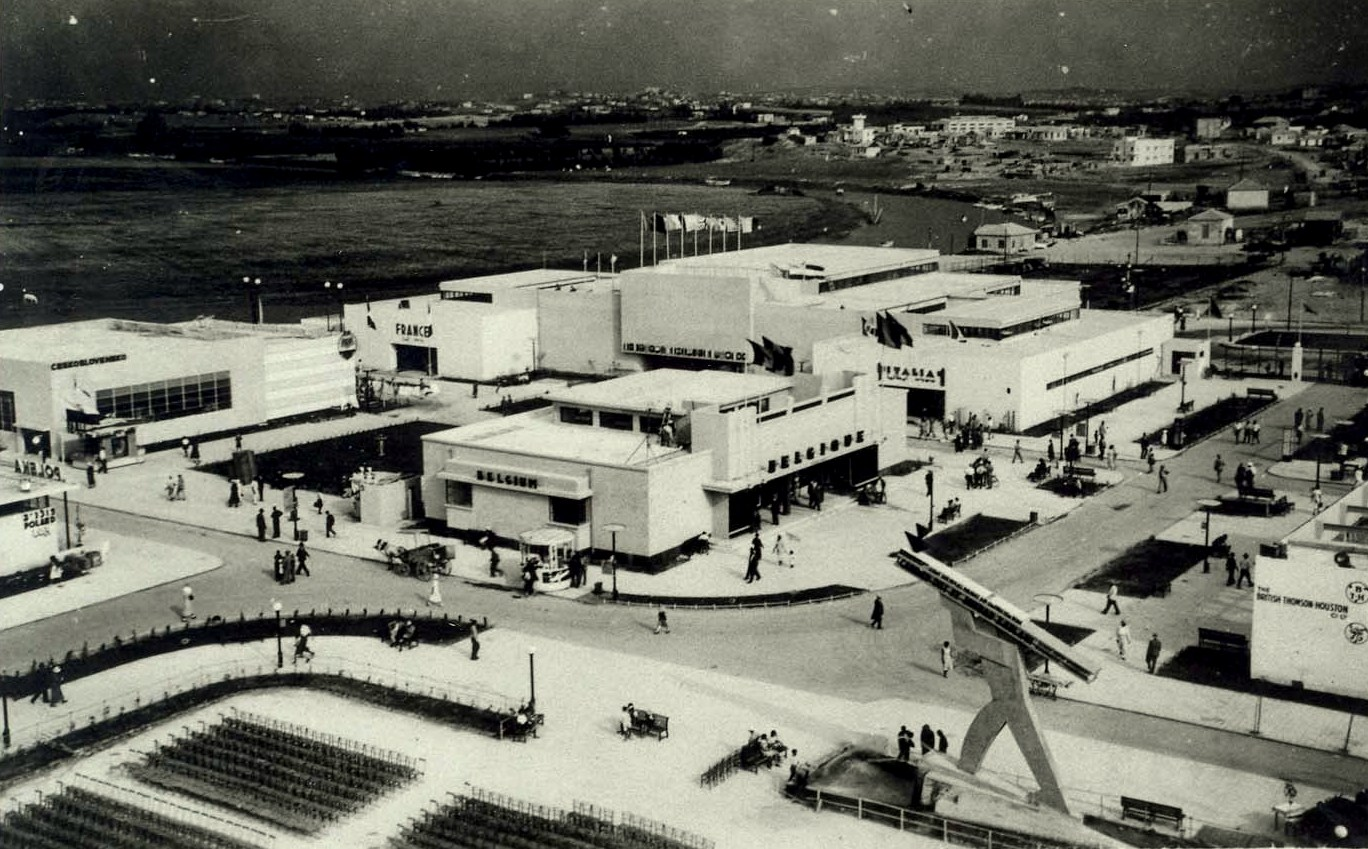

레반트 페어 (Levant Fair, 히브리어: יריד המזרח Yarid HaMizrach)는 1920년대에서 1930년대 사이에 텔아비브 항에서 개최되었던 국제 무역 박람회를 말한다. 원명 '야리드 하미즈라흐'는 텔 아비브 항의 별칭이기도 하다.

## 갤러리

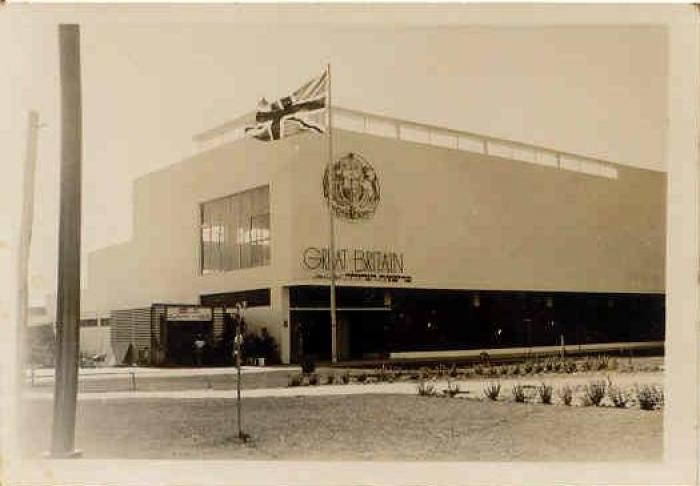
영국 관
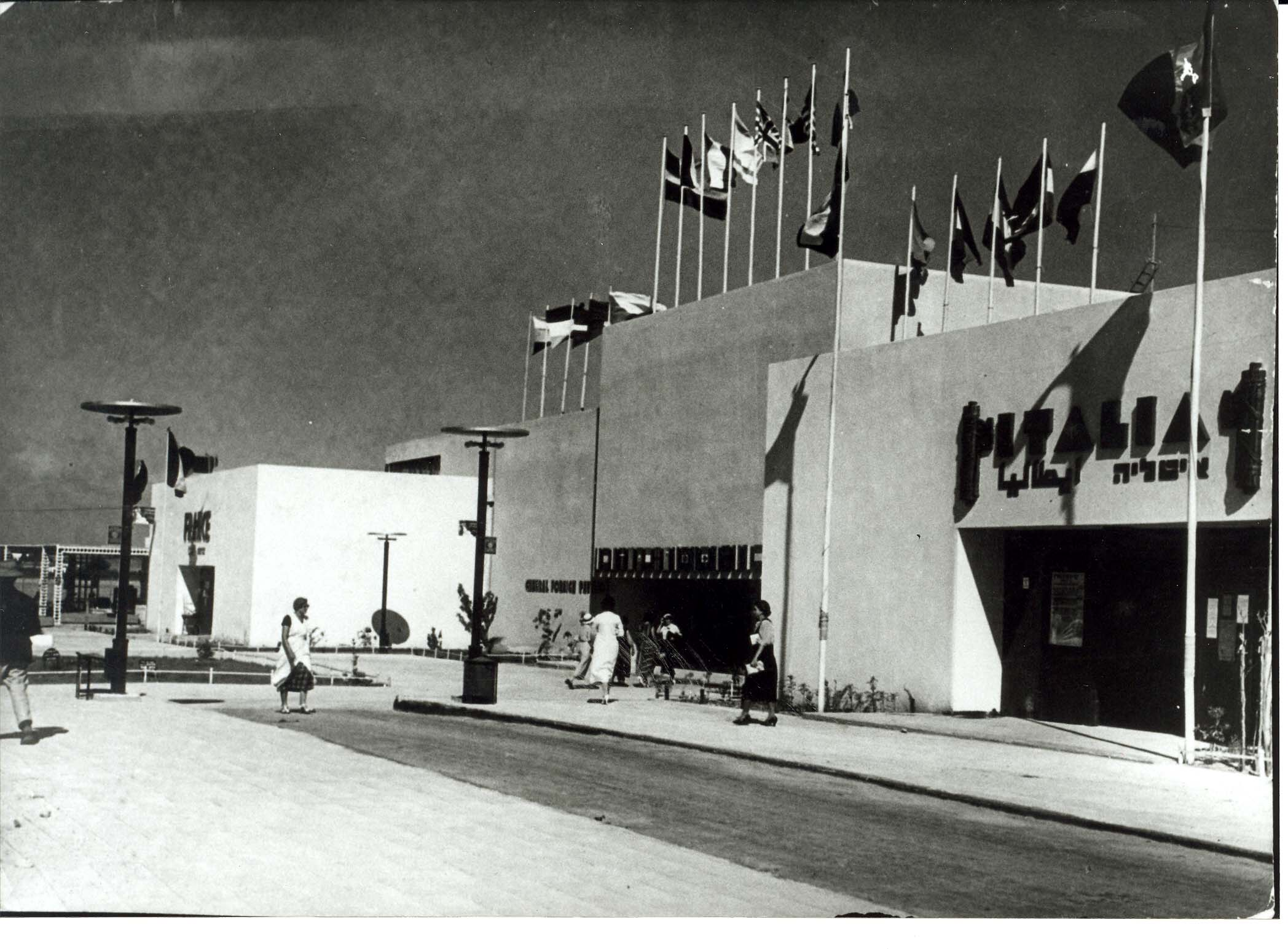
이탈리아 파빌리온
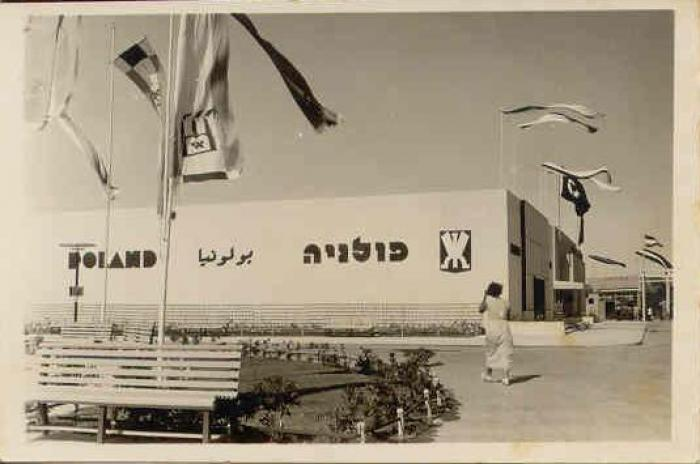
폴란드 파빌리온
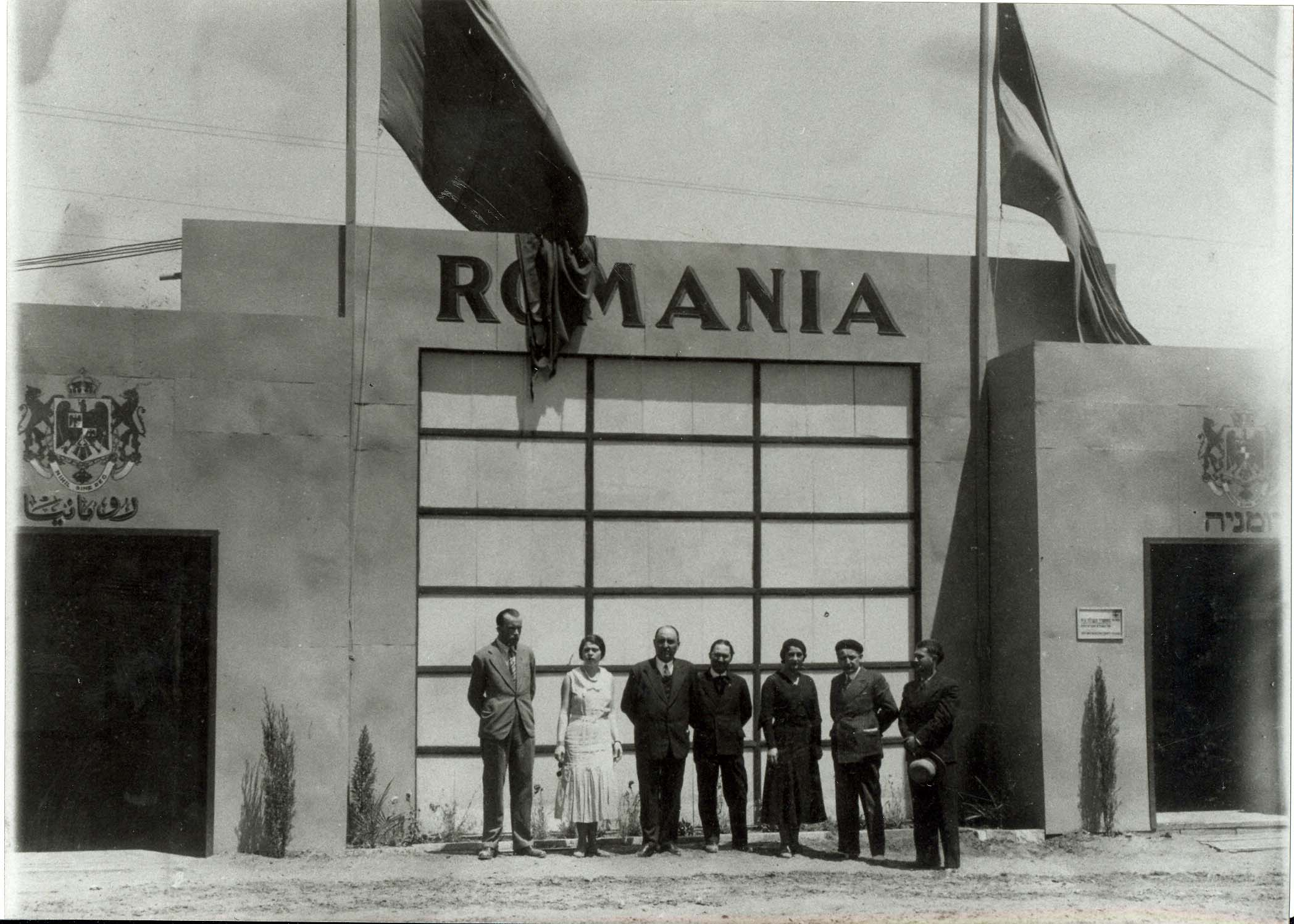
루마니아 파빌리온

## 같이 보기
- 텔아비브 항
- 텔아비브 컨벤션 센터